# I Like Me Better
I Like Me Better è un singolo del cantante statunitense Lauv, pubblicato nel 2017 ed incluso nella sua raccolta I Met You When I Was 18 (The Playlist).

## Tracce
Download digitale
1. I Like Me Better – 3:17

## In altri media
Il brano è stato utilizzato nel film Tutte le volte che ho scritto ti amo (To All the Boys I've Loved Before), distribuito da Netflix nel 2018.

## Classifiche

### Classifiche settimanali
| Classifica (2017-25) | Posizione massima |
| -------------------- | ----------------- |
| Australia            | 8                 |
| Austria              | 5                 |
| Belgio (Fiandre)     | 30                |
| Belgio (Vallonia)    | 48                |
| Canada               | 62                |
| Danimarca            | 27                |
| Filippine            | 19                |
| Francia              | 79                |
| Germania             | 7                 |
| Italia               | 92                |
| Norvegia             | 24                |
| Nuova Zelanda        | 13                |
| Paesi Bassi          | 57                |
| Regno Unito          | 58                |
| Stati Uniti          | 27                |
| Svezia               | 25                |
| Svizzera             | 23                |